# Thanh Ba (thị trấn)
Thanh Ba là thị trấn huyện lỵ của huyện Thanh Ba, tỉnh Phú Thọ, Việt Nam.

## Địa lý
Thị trấn Thanh Ba nằm ở trung tâm huyện Thanh Ba, có vị trí địa lý:
- Phía đông giáp xã Ninh Dân và xã Quảng Yên
- Phía tây giáp xã Đồng Xuân
- Phía nam giáp xã Hoàng Cương và xã Ninh Dân
- Phía bắc giáp xã Đông Lĩnh.

Thị trấn có diện tích 4,81 km², dân số năm 1999 là 8.022 người, mật độ dân số đạt 1.668 người/km².

## Lịch sử
Thị trấn Thanh Ba được thành lập vào ngày 23 tháng 11 năm 1995 trên cơ sở 367 ha diện tích tự nhiên của xã Đào Giã, 47,3 ha diện tích tự nhiên của xã Đồng Xuân, 192 ha diện tích tự nhiên của xã Ninh Dân.
Sau khi thành lập, thị trấn có 433,5 ha diện tích tự nhiên và 7.477 người. Phần còn lại của xã Đào Giã được sáp nhập vào các xã Đông Lĩnh, Đồng Xuân, Ninh Dân và Thái Ninh.